# Alena Sobalewa
Alena Aljaksandrauna Sobalewa, geb. Nawahrodskaja (belarussisch Алена Аляксандраўна Собалева (Навагродская), engl. Transkription Alena Sobaleva (Navahrodskaya); * 11. Mai 1993 in Lassosna) ist eine belarussische Hammerwerferin.

## Sportliche Laufbahn
Sobalewa war in ihrer Jugend in diversen Wurfdisziplinen aktiv, spezialisierte sich aber schließlich auf den Hammerwurf. Erste internationale Erfahrungen sammelte sie bei den Jugendweltmeisterschaften 2009 in Brixen, wo sie im Finale den elften Platz belegte. Wenige Wochen später wurde sie Vierte beim Europäischen Olympischen Jugendfestival. 2010 gewann sie die Silbermedaille bei den erstmals ausgetragenen Olympischen Jugendspielen in Singapur hinter der Französin Alexia Sedykh. 2011 verpasste sie bei den Junioreneuropameisterschaften 2011 in Tallinn nur knapp eine Medaille. Ein Jahr später gewann sie die Bronzemedaille bei den Juniorenweltmeisterschaften in Barcelona. 2013 nahm sie an den U23-Europameisterschaften in Tampere teil und belegte dort mit 66,10 m den sechsten Platz.
2014 qualifizierte sie sich für die Europameisterschaften in Zürich, schied dort aber in der Qualifikation ohne einen gültigen Versuch aus. 2015 gewann sie bei den U23-Europameisterschaften in Tallinn die Silbermedaille mit 71,20 m. Zudem nahm sie an den Weltmeisterschaften in Peking teil und belegte dort im Finale den zehnten Platz. 2016 nahm sie erneut an den Europameisterschaften in Amsterdam teil, schied aber erneut in der Qualifikation aus. Zudem nahm sie an den Olympischen Sommerspielen in Rio de Janeiro teil, konnte sich dort aber nicht für das Finale qualifizieren. 2019 gelangte sie bei den Weltmeisterschaften in Doha bis in das Finale, in dem sie mit 70,45 m den elften Platz belegte.
2014 und 2015 sowie 2019 und 2020 wurde Sobalewa belarussische Meisterin im Hammerwurf. Bis 2015 startete sie unter ihrem Mädchennamen Alena Nawahrodskaja.